# Tanzaniaanse shilling
De shilling is de munteenheid van Tanzania. Eén shilling is honderd cent. Door inflatie wordt de cent niet meer gevoerd.
De volgende munten worden gebruikt: 
- 50 shilling
- 100 shilling
- 200 shilling
- 500 shilling

Het papiergeld is beschikbaar in:
- 500 shilling
- 1.000 shilling
- 2.000 shilling
- 5.000 shilling
- 10.000 shilling